# Brignoliella delphina
Brignoliella delphina är en spindelart som beskrevs av Christa L. Deeleman-Reinhold 1980. Brignoliella delphina ingår i släktet Brignoliella och familjen Tetrablemmidae. Inga underarter finns listade.